# Імперська Венера
«Імперська Венера» («Venere Imperiale») — французько-італійська історична драма 1962 року, знятий режисерами Жаном Деланнуа і Гвідо Джанбартоломеї, з Джиною Лоллобриджидою і Раймоном Пеллегреном у головних ролях.

## Сюжет
Фільм розповідає про долю Поліни Бонапарт, середньої з трьох і найулюбленішої сестри першого імператора Франції Наполеона Бонапарта. Любовні пригоди Поліни створювали багато проблем для Наполеона, проте він все життя підтримував із сестрою найдобріші стосунки, зокрема влаштував для неї два вигідні шлюби і дарував їй титул герцогині. Вона, своєю чергою, підтримала його під час вигнання на острові Ельба. Поліна, княгиня Боргезе стала втіленням краси тієї епохи, з її прекрасного тіла великий скульптор Антоніо Канова ліпив образ Венери.

## У ролях
- Джина Лоллобриджида: Поліна Бонапарт
- Раймон Пеллегрен: Наполеон Бонапарт
- Стівен Бойд: Жюль де Канувіль
- Джуліо Босетті: Камілло Боргезе
- Массімо Джиротті: Леклерк
- Мішлін Прель: Жозефіна
- Лілла Бріньоне: Летиція, мати Поліни
- Марко Гульєрмі: Жюно
- Джанні Сантуччо: Антоніо Канова
- Альдо Бетті: Морібондо-а-Санто-Домінго
- Габріеле Ферцетті: Френон
- Ельза Альбані: піаністка
- Андреа Чечі: доктор
- Джузеппе Аддоббаті: епізод
- Марія Лаура Росса: епізод
- Ернесто Каліндрі: кардинал Феш
- Джустіно Дурано: Буск
- Ліана Дель Бальцо: принцеса Боргезе
- Андреа Босіч: Дель Валь
- Андре Лоуренс: Люсьєн Бонапарт
- Аттіліо Доттезіо: епізод

## Знімальна група
- Режисери: Жан Деланнуа, Гвідо Джанбартоломеї
- Сценаристи: Жан Оранш, Рудольф-Моріс Арло, Леонардо Бенвенуті, Жан Деланнуа
- Композитор: Анджело Франческо Лаваньїно
- Оператор: Габор Погань
- Художник: Рене Рено
- Монтаж: Отелло Коланджелі
- Костюми: Джанкарло Бартоліні Салімбені